# Alan Scott (actor)
Alan Scott (Haddonfield, 13 de octubre de 1922-Branford, 5 de febrero de 2021) fue un actor estadounidense. Fue conocido por su trabajo actoral en Europa, tales como en las películas Lola (1961) y Cleo de 5 a 7 (1962), y la serie Aux frontières du possible (1971). Interpretaría al agente OSS 117 en la película para televisión OSS 117 tue le taon (1971).

## Biografía
Apareció en Francia en 1958 en la película Les Tricheurs («Los tramposos») de Marcel Carné, antes de regresar a los Estados Unidos para aparecer con Cary Grant y Tony Curtis en Operation Petticoat (1959) de Blake Edwards.
Regresó a Francia donde actuó, desde principios de los años 1960 hasta finales de los años 1970, en cine y televisión, a veces en papeles de estadounidense o británico de turno en eternos papeles secundarios. Así ocurre, por ejemplo, en Fortunat de Alex Joffé (1961), Lola de Jacques Demy (1961), París en agosto de Pierre Granier-Deferre (1966) y La Poudre d'escampette de Philippe de Broca (1971).
Murió el 5 de febrero de 2021 en Branford (Connecticut), en Estados Unidos.

## Filmografía
- Les Tricheurs (1958): El americano.
- Operation Petticoat (1959): Jefe de demolición.
- Le Septième Jour de Saint-Malo (1960): Tony.
- L'Homme à femmes (1960): Marc Lambert.
- Fortunat (1960): Tom.
- Alibi pour un meurtre (1961): Tom.
- Lola (1961): Frankie.
- Cleo de 5 a 7 (1962): El marinero.
- Mort, où est ta victoire? (1964): Maurice.
- Paris au mois d'août (1965): Peter.
- Le Gendarme à New York (1965): Franco.
- Vertige pour un tueur (1970): El marinero americano.
- La Poudre d'escampette (1971): Oficial británico del avión.
- L'aventure c'est l'aventure (1972): Piloto del avión.
- Il coltello di ghiaccio (1972): Doctor Laurent.
- El serpiente (1973)
- Souvenirs d'en France (1975): Ricardo.
- L'Homme du fleuve (1975)